# Entosthodon obtusatus
Entosthodon obtusatus är en bladmossart som beskrevs av Allan James Fife 1987. Entosthodon obtusatus ingår i släktet koppmossor, och familjen Funariaceae. Inga underarter finns listade i Catalogue of Life.